# Яды, или Всемирная история отравлений
«Яды, или Всемирная история отравлений» — художественный фильм, снятый режиссёром Кареном Шахназаровым в 2001 году.

## Сюжет
Москва, последний год XX века. Актёр театра Олег Волков и его жена Катя ведут спокойную, ничем не примечательную жизнь. Однажды вечером к ним зашёл сосед Арнольд, слесарь на мясокомбинате, чтобы «посидеть по-соседски». Олег гостеприимно соглашается. За ужином Арнольд приглашает Катю на танец, а затем уводит её в ванную «сказать ей несколько слов». У Олега возникает вопрос — чем они там занимались, однако Катя на это обижается и в слезах убегает. На следующий день он покупает ей цветы, чтобы загладить вину, но дома опять застаёт её с Арнольдом в ванной. Теперь у него не остаётся сомнений: жена ему изменяет.
Он отправляется гулять по центру Москвы, затем заходит в бар «Китайский Лётчик Джао Да» и пьёт водку. К нему подсаживается незнакомец. Пенсионер Иван Петрович Прохоров расспрашивает Олега, что случилось, и тот откровенничает, что ему изменила жена. Прохоров рассказывает, что ему тоже два раза изменяли жёны. С первой он развёлся, а вторую — отравил, подсыпав ей в кефир яд цикуты, тот самый, который выпил Сократ перед казнью. Олег шокирован таким признанием, но Прохоров советует поступить ему точно так же с Катей.
На следующий день, после неудачной попытки отвадить Арнольда, Олег вновь встречается с Прохоровым. Иван Петрович оказывается большим специалистом по отравлениям и всегда носит с собой чемоданчик с ядами. Он знакомит его с различными ядами — аконитом, асклепидом и кантареллой, которой травил кардиналов папа римский Александр VI. Он рекомендует Олегу асклепид, а также способ, с помощью которого мать персидского царя Артаксеркса Парисатида отравила свою невестку Статиру змеиным ядом. Олег соглашается. Он готовит любимое Катино блюдо — курицу с горошком, и отрезает ножом, смоченным ядом с одной стороны, кусок. Та уже собиралась съесть отраву, но вдруг раздаётся звонок в дверь. Это приехала из Химок мать Катерины — Евгения Ивановна, и Катя отдаёт ей свой кусок. Травить тёщу не входило в планы Олега, и он выбрасывает отравленную курицу в окно. После такого «ужасного» поступка Катя убегает в слезах и вскоре вместе с матерью уходит жить к Арнольду в однокомнатную квартиру.
Ивана Петровича такой оборот очень рассмешил, и он советует Олегу отравить всех троих — жену, тёщу и соседа — ну или хотя бы одного соседа. Олег заявляет, что не хочет никого травить, но Прохоров настаивает, и в конце концов Олег соглашается. Теперь Иван Петрович предлагает ему подарить троице пропитанные перчатки, как это сделала в 1572 году Екатерина Медичи, отравив королеву Наварры Жанну д’Альбре.
В ту же ночь ему снится сон, будто он с Прохоровым оказался на вечеринке в клубе отравителей, где празднует свой день рождения Александр VI, который присутствует там вместе с сыном Чезаре и дочерью Лукрецией. После выступления Александра VI и Чезаре по заказу Лукреции играют вальс, и Олег танцует с Жанной д’Альбре.
Проснувшись, он обнаруживает, что жена с тёщей вернулись домой, а вместе с ними и Арнольд, так как приехала с дачи жена Арнольда Зоя. Вся троица намерена некоторое время пожить у Олега. Затем приходит и сама Зоя — у неё пропали драгоценности, и она подозревает кого-то из них в краже. Всмотревшись в лицо Олега, Зоя узнаёт его: когда-то она была в него влюблена и ходила на все его спектакли. Она приглашает его к себе попить чаю, Олег отвечает ей взаимностью и уходит жить к ней. Ночью он спит с Зоей, и та рассказывает ему, что он мог бы сыграть в театре Чезаре Борджиа, а также про то, как Чезаре отравил своим собственным ядом себя и отца и потом принимал ванны из бычьей крови и при этом выжил.
На следующий день, вернувшись за вещами, он случайно подслушивает разговор троицы — они задумали отравить Олега и Зою, накормив котлетами с крысиным ядом, чтобы завладеть их квартирами. В ярости он возвращается к Зое и сообщает ей об услышанном. Они решают сделать вид, что ничего не знают. Катя, Арнольд и Евгения Ивановна приглашают пару в гости, и они соглашаются.
Олегу опять снится сон — он опять на банкете в клубе отравителей вместе с Прохоровым. Слуга папы Александра VI говорит Олегу, что папа его хочет увидеть. Александр VI приглашает Олега на пир. На ужине присутствуют множество знатных отравителей — Нерон, Калигула, Екатерина Медичи, Парисатида, сын папы Чезаре Борджиа и дочь Лукреция и многие другие. Олег рассказывает им свой план по отравлению жены, тёщи и соседа (от имени мэрии подарить им новогоднюю ёлку, которая испускает ядовитые пары) и заслуживает всеобщее одобрение. Каждый из гостей рассказывает свою судьбу и вспоминают, как они умерли. Последним рассказывает свою историю Чезаре. Через 4 года после выживания (в 1507 году) он попадает в засаду, из которой мог бы выбраться. Но Чезаре не делает этого, поскольку жизнь ему надоела.
На этом фильм заканчивается. Режиссёр фильма Карен Шахназаров рассказывает о том, что все действия в этом фильме являются реальностью 2000 года. Олег развёлся с Катей и женился на Зое, в то же время Арнольд развёлся с Зоей и женился на Кате. Теперь они живут вполне счастливо и даже иногда заходят друг к другу. Сообщается, что Евгения Ивановна скончалась от сердечного приступа, а Иван Петрович Прохоров обменял свою московскую квартиру на квартиру в Ялте и принял украинское гражданство. При этом добавляется, что режиссёр театра, в котором играет Олег, начал работать над постановкой «Жизнь семьи Борджиа», и по просьбе Олега тот дал ему роль Чезаре.

## В ролях
| Актёр               | Роль                                          |
| ------------------- | --------------------------------------------- |
| Игнатий Акрачков    | Олег Волков                                   |
| Олег Басилашвили    | Иван Петрович Прохоров / Александр VI Борджиа |
| Жанна Дуданова      | Катя                                          |
| Александр Баширов   | Арнольд Шарапов                               |
| Ольга Тумайкина     | Зоя Филимонова                                |
| Людмила Касаткина   | Евгения Ивановна Холодкова                    |
| Андрей Панин        | Чезаре Борджиа                                |
| Николай Афанасьев   | Кардинал ди Карнето                           |
| Юрий Ошеров         | Сократ                                        |
| Елена Фомина        | Парисатида                                    |
| Александр Андреевич | Артаксеркс                                    |
| Вероника Николаева  | Статира                                       |
| Марина Казанкова    | Лукреция Борджиа                              |
| Екатерина Климова   | Жанна д’Альбре                                |
| Наталья Симакова    | Екатерина Медичи                              |
| Елена Обухова       | Маркиза де Бренвилье                          |
| Иван Лакшин         | Нерон                                         |
| Фёдор Шеленков      | Калигула                                      |
| Тимур Мациев        | Хан Менгли-Гирей                              |
| Дмитрий Дюжев       | доктор Эдма Коста                             |
| Елена Захарова      | актриса в театре                              |

## Съёмочная группа
- Авторы сценария: Александр Бородянский, Карен Шахназаров
- Режиссёр-постановщик — Карен Шахназаров
- Оператор-постановщик — Владимир Климов
- Художник-постановщик — Людмила Кусакова
- Композитор — Анатолий Кролл, оркестр под управлением Анатолия Кролла
- Российский государственный симфонический оркестр кинематографии